# Onobrychis nummularia
Onobrychis nummularia är en ärtväxtart som beskrevs av Pierre Edmond Boissier. Onobrychis nummularia ingår i släktet esparsetter, och familjen ärtväxter. Inga underarter finns listade i Catalogue of Life.